# Cleistothelebolus nipigonensis
Cleistothelebolus nipigonensis är en svampart som beskrevs av Malloch & Cain 1971. Cleistothelebolus nipigonensis ingår i släktet Cleistothelebolus, divisionen sporsäcksvampar och riket svampar.   Inga underarter finns listade i Catalogue of Life.